# Valdemanco del Esteras
Valdemanco del Esteras é um município da Espanha na província de Ciudad Real, comunidade autónoma de Castilla-La Mancha, de área 142,46 km² com população de 262 habitantes (2007) e densidade populacional de 1,85 hab/km².

## Demografia
| Variação demográfica do município entre 1991 e 2004 | Variação demográfica do município entre 1991 e 2004 | Variação demográfica do município entre 1991 e 2004 | Variação demográfica do município entre 1991 e 2004 |
| --------------------------------------------------- | --------------------------------------------------- | --------------------------------------------------- | --------------------------------------------------- |
| 1991                                                | 1996                                                | 2001                                                | 2004                                                |
| 343                                                 | 329                                                 | 282                                                 | 263                                                 |